# Diszfenoid
A diszfenoid olyan tetraéder, amelynek lapjai egybevágó háromszögek.

## Jellemzői
Tekintsük az ABCD tetraédert, legyen d1 az AB és CD élre merőleges egyenes, d2 az AC és BD, míg d3 az AD és BC élekre merőleges egyenesek. A tetraéder pontosan akkor diszfenoid, ha e három egyenes páronként merőleges egymásra.
Azzal, hogy a tetraéder diszfenoid, ekvivalensek a következő állítások is:
- Bármely  két szemközti él egyenlő hosszú.
- A lapok egyenlő területűek.
- A lapok egyenlő kerületűek.
- A be- és körülírt gömb középpontja egybeesik.

Utóbbi általánosítható. Tekintsük azokat a síkokat, amelyek illeszkednek egy-egy él felezőpontjára, és merőlegesek a szemközti élre. Ez a hat ún. Monge-sík egy pontban, a Monge-pontban metszi egymást.
Ha az alábbi négy pont közül bármely kettő egybeesik, vonja magával a másik kettőt is:
- beírt gömb középpontja;
- körülírt gömb középpontja;
- Monge-pont;
- súlypont.

Eme egybeesés szükséges és elégséges ahhoz, hogy a tetraéder diszfenoid legyen.
Egy ennél gyengébb állítást könnyű belátni: mivel diszfenoidban a lapok egymásnak megfeleltethetőek, a körülírt gömb középpontja, valamint a Monge- és súlypont egyenlő távolságra vannak mindegyik laptól, amiért is egybeesnek a beírt gömb középpontjával.

## Képletek
Ha egy diszfenoid egy lapjaként szolgáló háromszög oldalai a,b,c, akkor a térfogat:
{\displaystyle V={\frac {\sqrt {2}}{12}}{\sqrt {(a^{2}+b^{2}-c^{2})(a^{2}-b^{2}+c^{2})(b^{2}-a^{2}+c^{2})}}}
Látható, hogy ha az említett háromszög tompaszögű, akkor negatív szám lép fel a gyökjel alatt, következésképp tompaszögű háromszögből nem származtatható diszfenoid. 
Ha derékszögű a háromszög, akkor ez az érték 0, vagyis a diszfenoid elfajuló, és pedig téglalappá fajul: a diszfenoid élei e téglalap oldalai és átlói.
A beírt gömb sugara:
{\displaystyle r={\frac {3V}{4T}},}
ahol V a diszfenoid térfogata, T pedig egy-egy lap területe.
A körülírt gömb sugara:
{\displaystyle R={\frac {\sqrt {2}}{4}}{\sqrt {a^{2}+b^{2}+c^{2}}}.}

## Egyéb tulajdonságok
Valamely csúcsnak a szemközti lapra vett vetületét úgy kapjuk, hogy az illető lap (mint háromszög) magasságpontját tükrözzük a körülírt kör középpontjára.
Ha a háromszög leghosszabb oldalán fekvő szögek tangensének szorzata nagyobb 2-nél, akkor e vetület a háromszögön belülre esik; ha kisebb, akkor kívülre, de a háromszög legnagyobb szögének szögtartományába; ha egyenlő, akkor a leghosszabb oldalra.
Ha kisebb 2-nél, azt jól szemlélteti az elfajuló diszfenoid, vagyis ha derékszögű háromszögből származtattuk: ekkor ui. a magasságpont a derékszögű csúcs, a körülírt kör középpontja az átfogó felezőpontja. A két említett tangens szorzata 1, és a tükörkép valóban kívül esik a háromszögön, nevezetesen téglalappá egészül ki a háromszög (ld. Thalész-tétel), és eme új csúcs vetülete a háromszög síkjára önmaga lesz.
A be- és körülírt gömb közös középpontja, bármelyik háromszöglap tetszőleges csúcsa, valamint e háromszög köré írt kör középpontja derékszögű háromszöget alkotnak, ahol a kör középpontja a derékszögű csúcs. Ha tehát R a körül-, {\displaystyle \varrho } a beírt gömb sugara, r pedig a háromszöglap köré írt kör sugara, akkor a Pitagorasz-tétel értelmében
{\displaystyle R^{2}=\varrho ^{2}+r^{2}.}

## Fordítás
- Ez a szócikk részben vagy egészben  a   Disphenoid című angol Wikipédia-szócikk fordításán alapul.  Az eredeti cikk szerkesztőit annak laptörténete sorolja fel. Ez a jelzés csupán a megfogalmazás eredetét és a szerzői jogokat jelzi, nem szolgál a cikkben szereplő információk forrásmegjelöléseként.

- Ez a szócikk részben vagy egészben  a   Disphenoid című német Wikipédia-szócikk fordításán alapul.  Az eredeti cikk szerkesztőit annak laptörténete sorolja fel. Ez a jelzés csupán a megfogalmazás eredetét és a szerzői jogokat jelzi, nem szolgál a cikkben szereplő információk forrásmegjelöléseként.